# Friedrich von Buchwald
 Friedrich von Buchwald  (22. juli 1747 på Gudumlund – 9. august 1814 i Pisa) var stiftamtmand og godsejer.
Han var søn af major Peder Mathias Buchwald (1718-1753) og hofmesterinde (som enke ved hoffet i Schwerin) Ida (Idalia) Elsabe Ludvigsdatter von Bassewitz (1729-1806). Hans yngre broder var baron Ludolph Frederik Buchwald-Brockdorff .

## Karriere

### Embedsmand
Han studerede ved Sorø Akademi og senere ved forskellige tyske universiteter. Ved sin hjemkomst i 1769 blev han kammerjunker hos kongen. Han fungerede derefter som legationssekretær, dels ved det russiske, dels ved det østrigske hof. I 1774 blev han kammerherre.
I 1776 blev han amtmand over Dronningborg, Silkeborg og Mariager Amter. 1789 blev han stiftamtmand over Fyns Stift og amtmand over Odense, Dalum, St. Knuds og Rugaards Amter. I 1790 blev han Ridder af Dannebrog.

### Godsejer
Som ejer af Gudumlund foretog han en række forbedringer, opdyrkede hedestrækninger og udgravede moser. Ikke alene anlagde han den bekendte Gudumlund Kanal fra Lindenborg Å til Limfjorden. Gravningen af kanalen
begyndte han i 1777, først for at få vandet afledt fra kærstrækningerne omkring
gården, senere for at fremme det i 1778 anlagte kalkværk, der havde gode
betingelser i en kridtbanke og store tørvemoser, der gav tilstrækkelig brændsel.
Han foretog også udtørringer, opførte en række fabrikker: Han anlagde først et garveri og en
handskefabrik, 1781-82 en linnedfabrik og i 1790 et hegleri. Et teglværk
anlagdes 1799, et glasværk 1803, derpå et saltværk, et sæbesyderi og en kemisk
fabrik samt en stentøjs- og fajancefabrik, der dog alle snart efter ophørte. Kanalen (eller kanalerne), var i alt godt 13 km, og var færdige i 1802 og havde kostet omtrent 50.000 Rigsdaler. Der var flere hvælvede broer over og fik stor betydning for egnens landbrug
ved at fremme udtørringen af kærstrækningerne 
.
Desuden blev jorden udskiftet, hoveriet ophævet og tiendepligten blev afløst mod en forholdsvis ringe erstatning i jord. 

For disse forbedringer blev han hædret af Landhusholdningsselskabet med dets store
Guldmedalje. 

Den nævnte tiendeafløsning imod jord voldte ham i flere år store problemer, navnlig af Rentekammeret, der, støttende sig til generalprokurør Bangs og konferensråd Kofod Anchers erklæringer om at denne ordning ikke var lovlig, søgte at komme ham alvorlig til livs og fik udvirket en i den retning gående kgl. resolution. Efter at han gentagne gange ved ansøgninger havde søgt at få sine foranstaltninger godkendt, slap han til sidst i følge kgl. Resolution af 27. oktober 1784 nogenlunde nådigt, skønt langt fra uskadt, fra denne sag, da det ved omfattende sagkyndige undersøgelser havde vist sig, at han havde handlet
uegennyttigt og til bøndernes fordel. Han havde desuden den tilfredsstillelse, at Rentekammeret samtidig fik ordre til at udarbejde en plan, hvorefter den bestandige afløsning af tiende kunne indrettes såvel til tiendeyders som til tiendetagers fordel. 

For at skaffe sig de fornødne kundskaber om den fordelagtigste benyttelse af tørvemoser og lands afgravning gjorde han to rejser, den ene til Holland og Ostfriesland, den anden til England, hvor han tillige anskaffede sig de til hans indretninger fornødne redskaber. Det lykkedes ham dog ikke at skaffe sig et tilstrækkeligt udbytte af Tørvemoserne eller af sine vigtigste Fabrikanlæg; hans økonomi forværredes mere og mere, og han måtte i 1798 sælge Gudumlund til Ernst Heinrich von Schimmelmann der færdiggjorde anlægget af kanalen.

## De senere år
I 1798 tog han sin afsked i følelsen af, at han efter at have tilsat sin formue ved private foretagender ikke længere kunne handle, som en uafhængig Embedsmand bør handle, når han udelukkende var henvist til sin forholdsvis ringe gage.
Senere levede han dels i Altona, dels i Berlin, indtil han købte sig en landejendom ved
Lucca i Italien, og døde 9. august 1814 i Pisa.
I Odense er Buchwaldsgade, der forbinder Skibhuskvarteret med Odense Havn, opkaldt efter ham.

## Bøger
Han har udgivet forskellige afhandlinger, primært af landøkonomisk karakter.
| Efterfulgte: Andreas Skeel      | Amtmand over Dronningborg Amt 1776 - 1789 | Efterfulgtes af: Ditlev von Pentz        |
| Efterfulgte: Andreas Skeel      | Amtmand over Silkeborg Amt 1776 - 1789    | Efterfulgtes af: Ditlev von Pentz        |
| Efterfulgte: Andreas Skeel      | Amtmand over Mariager Amt 1776 - 1789     | Efterfulgtes af: Ditlev von Pentz        |
| Efterfulgte: Henrik Bille-Brahe | Stiftamtmand over Fyens Stift 1789 - 1898 | Efterfulgtes af: Poul Rosenørn Gersdorff |
| Efterfulgte: Henrik Bille-Brahe | Amtmand over Odensegård Amt 1789 - 1798   | Efterfulgtes af: Opgået i Odense Amt     |
| Efterfulgte: Henrik Bille-Brahe | Amtmand over Dalum Amt 1789 - 1798        | Efterfulgtes af: Opgået i Odense Amt     |
| Efterfulgte: Henrik Bille-Brahe | Amtmand over Sankt Knuds Amt 1789 - 1798  | Efterfulgtes af: Opgået i Odense Amt     |
| Efterfulgte: Henrik Bille-Brahe | Amtmand over Rugård Amt 1789 - 1798       | Efterfulgtes af: Opgået i Odense Amt     |
| Efterfulgte: Nyt embede         | Amtmand over Odense Amt 1789 - 1798       | Efterfulgtes af: Poul Rosenørn Gersdorff |